# 瓦尔宰
瓦尔宰（法語：Varzay，法語發音：[vaʁzɛ]）是法国滨海夏朗德省的一个市镇，位于该省中南部，属于桑特区。

## 地理
瓦尔宰（45°42'19"N, 0°44'5"W）面积14.04 平方千米，位于法国新阿基坦大区滨海夏朗德省，该省份为法国西部滨海省份，北起旺代省，西临大西洋，南至吉倫特省，东南接多爾多涅省，东北接德塞夫勒省接壤，东临夏朗德省。
与瓦尔宰接壤的市镇（或旧市镇、城区）包括：吕沙、佩西讷、皮萨尼、雷托、泰扎克。

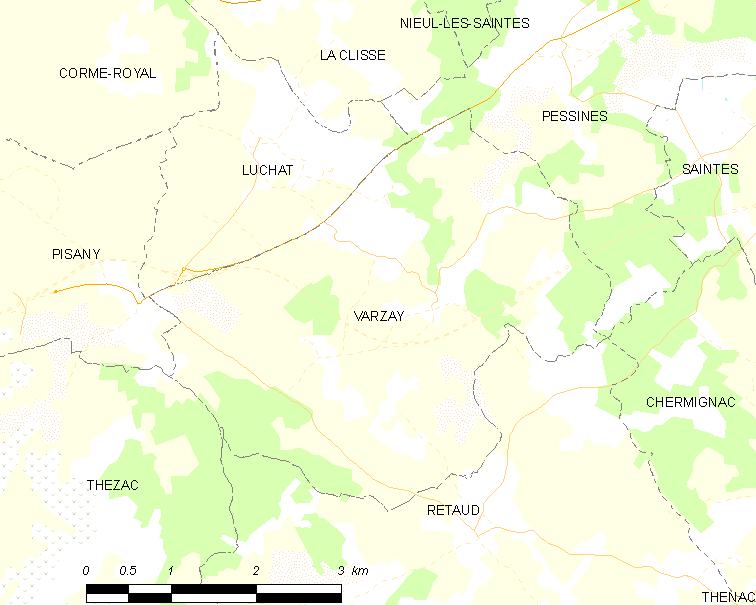
瓦尔宰的OSM定位图

瓦尔宰的时区为UTC+01:00、UTC+02:00（夏令时）。

## 行政
瓦尔宰的邮政编码为17460，INSEE市镇编码为17460。

## 政治
瓦尔宰所属的省级选区为泰纳克县。

## 人口

1962-2008年间瓦尔宰人口变化图示

瓦尔宰于2022年1月1日时的人口数量为847人。